# 日本のOVA作品一覧
- アニメ > OVA > 日本のOVA作品一覧
- アニメ > アニメ作品一覧 > 日本のOVA作品一覧

日本のOVA作品一覧（にほんのオーブイエーさくひんいちらん）は、日本で制作されたオリジナルビデオアニメーション (OVA) を五十音順に並べた一覧である。
| 目次 | 目次 | 目次 | 目次 | 目次 | 目次 | 目次 | 目次 | 目次 | 目次 | 目次 |
| ---- | ---- | ---- | ---- | ---- | ---- | ---- | ---- | ---- | ---- | ---- |
| わ   | ら   | や   | ま   | は   |      | な   | た   | さ   | か   | あ   |
|      | り   |      | み   | ひ   |      | に   | ち   | し   | き   | い   |
| を   | る   | ゆ   | む   | ふ   |      | ぬ   | つ   | す   | く   | う   |
|      | れ   |      | め   | へ   |      | ね   | て   | せ   | け   | え   |
| ん   | ろ   | よ   | も   | ほ   |      | の   | と   | そ   | こ   | お   |

## あ行

### あ
- アーケードゲーマーふぶき - シャフト
- アーシアン
  - アーシアンII
  - アーシアンIII
- ああっ女神さまっ - AIC
- アーバンスクウェア 琥珀の追撃
- アーリーレインズ - 東宝、OLM
- R.O.D -READ OR DIE- - スタジオディーン
- AIKa - スタジオ・ファンタジア
  - AIKa R-16:VIRGIN MISSION
  - AIKa ZERO
- アイ・シティ - 葦プロ
- ICE
- I"s - ぴえろ
  - I"s Pure
  - フロム I"s アイズ
- アイドル・ファイト スーチーパイII
- アイドルプロジェクト
- アイドル防衛隊ハミングバード - 葦プロ
- THE IDOLM@STER LIVE FOR YOU!
- 間の楔
  - 間の楔 完結編
  - 間の楔（第2期OVA）
- I’ll/CKBC - M.S.C
- アウトランダーズ
- 蒼い海のトリスティア - ユーフォーテーブル
- 青き炎
- 蒼き流星SPTレイズナー ACT-3 刻印2000
- 青空少女隊
- 青の6号 - GONZO
- 青山剛昌短編集
- 紅い牙 ブルー・ソネット
- 赤い光弾ジリオン 歌姫夜曲-バーニング・ナイト-
- 紅いハヤテ - 南町奉行所
- 赤ずきんチャチャ（OVA版）
- あかね色に染まる坂 ハードコア OVAですよにいさん!!
- アカネマニアックス
- アキカン! カン一発!!?温泉パニック
- あきそら
  - あきそら 〜夢の中〜
- アクエリアンエイジSagaII〜Don't forget me…〜
- 足洗邸の住人たち。
- 亜人戦士
- アッセンブル・インサート
- アップフェルラント物語
- アップルシード
- 艶姿 魔法の三人娘
- アニメーション制作進行くろみちゃん
- ABUNAI SISTERS
- アミテージ・ザ・サード- AIC
- アモン・サーガ
- 綾音ちゃんハイキック!
- ARIA The OVA 〜ARIETTA〜
- ありさ☆GOOD LUCK
- ありす in Cyberland
- アリス モンキー・パンチの世界
- アル・カラルの遺産
- アルスラーン戦記 - J.C.STAFF
  - アルスラーン戦記III
  - アルスラーン戦記IV
  - アルスラーン戦記〜征馬孤影〜上
  - アルスラーン戦記〜征馬孤影〜下
- アルトネリコ 世界の終わりで詩い続ける少女 - トランス・アーツ
- アレクサンダー戦記 - マッドハウス
- 暗黒神伝承 武神
- 暗黒神話 餓鬼の章/天の章
- アンジェリーク
  - アンジェリーク〜白い翼のメモワール〜
  - アンジェリーク〜聖地より愛をこめて〜
  - アンジェリーク〜Twinコレクション〜
- _summer- 陸演隊
- アンティーク・ハート

### い
- イース
  - イース 天空の神殿〜アドル・クリスティンの冒険〜
- イケナイBOY
- 異国色恋浪漫譚
- いしいひさいちの大政界
- いしいひさいちのナンダカンダ劇場1 これが噂の地底人 とにかく上が悪いんや!!
  - いしいひさいちのナンダカンダ劇場2 地底人Ⅱ クリスマスはエエド
- IZUMO（都築和彦漫画原作）
- IZUMO（Studio e.go!ゲーム原作）
- 異世界の聖機師物語
- 一撃殺虫!!ホイホイさん
- 一本包丁満太郎
- いちご100% - マッドハウス、ノーマッド
- 苺ましまろ（OVA版） - 童夢
  - 苺ましまろ encore
- 一騎当千 集鍔闘士血風録
- いっしょにとれーにんぐ
  - いっしょにすりーぴんぐ
  - いっしょにとれーにんぐ026
- イッパツ危機娘
- いつだってMyサンタ! - TNK
- イナズマイレブン Reloaded
- 頭文字D ExtraStage インパクトブルーの彼方に…
  - 頭文字D ExtraStage2 ～旅たちのグリーン～
- 犬夜叉 黒い鉄砕牙
- I・R・I・A ZEIRAM THE ANIMATION - バンダイビジュアル
- イリヤの空、UFOの夏 - 東映アニメーション
- インタールード - 東映アニメーション
- インフェリウス惑星戦史外伝 CONDITION GREEN

### う
- ヴァイスクロイツ verbrechen / strafe
- ヴァリアブル・ジオ
  - V.G.NEO
- ヴァンパイアハンター The Animated Series
- 吸血姫美夕（ヴァンパイアみゆ） - AIC
- ヴァンパイヤー戦争
- ウィザードリィ
- With You 〜みつめていたい〜
- Wind -a breath of heart- - ヴェネット
- ウェディングピーチDX
- ウォナビーズ
- うしおととら
  - うしおととら　コミカル・デフォルメ劇場
- うしろの百太郎
- ウダウダやってるヒマはねェ!
- OVAうたわれるもの
- 宇宙家族カールビンソン
- 宇宙の騎士テッカマンブレードII
- 宇宙の戦士
- 伝染るんです。
- 海の闇、月の影 - バンダイ
- 楳図かずおの呪い
- うる星やつら
  - うる星やつら 怒れシャーベット
  - うる星やつら 月に吠える
  - うる星やつら 電気仕掛けのお庭番
  - うる星やつら 渚のフィアンセ
  - うる星やつら ハートをつかめ - マッドハウス
  - うる星やつら ヤギさんとチーズ - マッドハウス
  - うる星やつら 夢の仕掛人 因幡くん登場! ラムの未来はどうなるっちゃ!?
- ウルトラマニアック
- ウルトラマングラフィティ おいでよ!ウルトラの国
- ウルトラマン超闘士激伝
- ウルフガイ
- 雲界の迷宮ZEGUY

### え
- エア・ギア 黒の羽と眠りの森 -Break on the sky-
- 永遠のアセリア - スタジオマトリックス
- 永遠のフィレーナ
- エイリアン9 - J.C.STAFF
- エイケン エイケンヴより愛をこめて - J.C.STAFF
- エイトマン・AFTER
- 英雄凱伝モザイカ
- エースをねらえ!2
  - エースをねらえ!ファイナルステージ
- エクスドライバー - アクタス
- X電車で行こう
- エクスプローラーウーマン・レイ
- エクスパーゼノン
- 江口寿史のなんとかなるでショ!
- エコエコアザラク
- E'S（エニックスビデオ版）
- X-エックス- 予兆
- NG騎士ラムネ&40EX ビクビクトライアングル 愛の嵐大作戦
  - NG騎士ラムネ&40 DX ワクワク時空 炎の大捜査戦
  - VS騎士ラムネ&40FRESH
- エフィカス この想いを君に…
- エリア88
- エリアル SCEBAI最大の危機
  - DELUXE ARIEL
- エルフ・17
- エルフ版 下級生〜あなただけを見つめて〜
- エンジェル伝説
- エンゼルコップ
- 代紋（エンブレム）TAKE2 第II章

### お
- おいら宇宙の探鉱夫
- おいら女蛮 決戦!パンス党
- 王家の紋章
- OL改造講座
- お金がないっ
- おがみ松吾郎
- 憶病なヴィーナス
- おざなりダンジョン 風の塔
- おジャ魔女どれみナ・イ・ショ
- お嬢様捜査網
- OZ-オズ-
- おたくの星座
- おたくのビデオ
- おとぎ銃士 赤ずきん - マッドハウス
- 鬼切丸 - OLM TEAM OTA
- 鬼丸 ONIMARU
- 男樹
- 乙姫CONNECTION
- おねがい☆ティーチャー 7th mail ヒミツなふたり
- おねがい☆ツインズ 7th Shot 夏は終わらない
- オフサイド（OVA版）
- 女戦士エフェ&ジーラ グーデの紋章

## か行

### か
- がぁーでぃあんHearts - ヴェネット
  - がぁーでぃあんHearts ぱわーあっぷ!
- ガールズ&パンツァー - アクタス
  - これが本当のアンツィオ戦です！
  - 最終章
- ガイ -妖魔覚醒-
  - ガイ SECOND TARGET 黄金の女神編
- かいけつゾロリ
  - かいけつゾロリのドラゴンたいじ
  - かいけつゾロリのきょうふのやかた
  - かいけつゾロリのまほうつかいのでし
- カイチュー!
- 快盗天使ツインエンジェル - ノーマッド
- 怪童丸 - Production I.G
- 快刀乱麻 THE ANIMATION
- KITE LIBERATOR
- 怪物王女（OVA版）
- がきデカ（OVA版）
- 下級生 MY PRETTY CLASS STUDENT
- 学園特捜ヒカルオン - AIC
- 学園都市ヴァラノワール
- がくえんゆーとぴあ まなびストレート! Straight7 夏だ! まなびだ! 強化合宿だ!
- 覚悟のススメ
- カクレンボ
- 火聖旅団 ダナサイト999.9
- 華星夜曲
- 風を抜け!
- 風と木の詩
- GATCHAMAN-ガッチャマン- - タツノコプロ
- かってにシロクマ
- ガッデム
- ガデュリン
- かのこん 〜真夏の大謝肉祭〜
- カプリコン
- 神のみぞ知るセカイ
  - 4人とアイドル
  - 天理篇
  - マジカル☆スター かのん100%
- カメレオン
- 仮面のメイドガイ ご奉仕特別編 あの夏、いちばん豊かな乳。- マッドハウス
- 仮面ライダーSD - 東映動画
- 仮面ライダー電王 コレクションDVD イマジンあにめ
  - 仮面ライダー電王 コレクションDVD イマジンあにめ2
  - 仮面ライダー電王 コレクションDVD イマジンあにめ3
- からかい上手の高木さん
- からくりの君 - トムス・エンタテインメント
- 鴉 -KARAS- - タツノコプロ
- 鴉天狗カブト 黄金の目のケモノ
- ガラスの仮面 千の仮面を持つ少女 - トムス・エンタテインメント
- カリフォルニア・クライシス 追撃の銃火
- 軽井沢シンドローム
- ガルフォース
  - ガルフォース ETERNAL STORY
    - ガルフォース2 DESTRUCTION
    - ガルフォース3 STARDUST WAR
    - テンリトルガルフォース

  - レアガルフォース
    - ガルフォース地球章

  - ガルフォース新世紀編
  - ガルフォース・ザ・レボリューション
- カレイドスター - GONZO
  - カレイドスター 新たなる翼 -EXTRA STAGE- - GONZO
  - カレイドスター Legend of phoenix 〜レイラ・ハミルトン物語〜 - GONZO
  - カレイドスター ぐっどだよ!ぐぅーっど! - GONZO
- GUN SMITH CATS - OLM TEAM KOITABASHI
- 元祖爆れつハンター
- GUNSLINGER GIRL -IL TEATRINO-OVA
- GUNDAM EVOLVE
  - GUNDAM EVOLVE../
- ガンパレード・オーケストラ 白の章 おいしい生活
  - ガンパレード・オーケストラ 緑の章 ロング・グッドバイ
  - ガンパレード・オーケストラ 青の章 父島の一番暑い日
- がんばれゴエモン 次元城の悪夢
- カンビュセスの籤

### き
- KEY THE METAL IDOL - スタジオぴえろ
- キカイダー01 THE ANIMATION - RADIX
  - ギターを持った少年 -キカイダーVSイナズマン-
- 企業戦士YAMAZAKI
- きグルみっく☆V3
- 機甲界ガリアン 鉄の紋章
- 鬼公子炎魔
- 機甲兵団 J-PHOENIX PFリップス小隊
- 鬼神童子ZENKI外伝〜黯鬼奇譚〜
- 機神兵団
- 機神咆吼デモンベイン
  - OUROBOROS RONDO
- 傷追い人
- KISSxxxx
- Kiss×sis（OVA版）
- 傷だらけの天使たち
- KIZUNA
- キディ・グレイド2 パイロットDVD
- 機動警察パトレイバー（旧OVA）
  - 機動警察パトレイバー（第2期OVA）
- 機動新撰組 萌えよ剣
- 機動戦士SDガンダム
  - SDガンダム外伝
  - SD頑駄無 武者パ楽
- 機動戦士ガンダム MS IGLOO 黙示録0079
  - 機動戦士ガンダム MS IGLOO 2 重力戦線
- 機動戦士ガンダムSEED C.E.73 STARGAZER
- 機動戦士ガンダム戦記 アバンタイトル
- 機動戦士ガンダム0080 ポケットの中の戦争
- 機動戦士ガンダム0083 STARDUST MEMORY
- 機動戦士ガンダム 第08MS小隊
- 機動戦士ガンダムUC
- キノの旅 〜とっておきの話〜 「塔の国 -Free Lance-」
- 気分は形而上 実在OL講座
- きまぐれオレンジ☆ロード（OVA版） - スタジオぴえろ
  - きまぐれオレンジ☆ロード 白い恋人たち
  - きまぐれオレンジ☆ロード ハワイアン・サスペンス
  - きまぐれオレンジ☆ロード 吾輩は猫であったり おサカナであったり
  - きまぐれオレンジ☆ロード ハリケーン! 変身少女あかね
  - きまぐれオレンジ☆ロード 恋のステージ HEART ON FIRE! 春はアイドル
  - きまぐれオレンジ☆ロード 恋のステージ HEART ON FIRE! スター誕生
  - きまぐれオレンジ☆ロード 思いがけないシチュエーション
  - きまぐれオレンジ☆ロード ルージュの伝言
- 気ままにアイドル
- 君が望む永遠 〜Next Season〜
- キャシャーン
- 究極超人あ〜る
- キューティーハニー
  - 新キューティーハニー - 東映動画
  - Re:キューティーハニー - GAINAX
- 教科書にないッ!
- 今日から俺は!!
- 今日からマ王! R- スタジオディーン
- 今日、恋をはじめます
- 強殖装甲ガイバー
- 今日の5の2
  - 今日の5の2 放課後
- 恐怖新聞
- 恐怖のバイオ人間 最終教師
- 極黒の翼バルキサス〜レジェンド・オブ・レムネア〜 - AIC
- 旭日の艦隊
- 虚無戦史MIROKU
- きらめき☆プロジェクト - スタジオ・ファンタジア
- KIRARA
- キレパパ。
- 銀河英雄伝説 - キティ・フィルム
  - 銀河英雄伝説外伝 黄金の翼
  - 銀河英雄伝説外伝
- 銀河お嬢様伝説ユナ - アニメイトフィルム
  - 銀河お嬢様伝説ユナ〜哀しみのセイレーン〜
  - 銀河お嬢様伝説ユナ〜深闇のフェアリィ〜
- 銀河鉄道物語 〜忘れられた時の惑星〜
- 銀河帝国の滅亡外伝 蒼き狼たちの伝説
- 銀河漂流バイファム
  - 銀河漂流バイファム カチュアからの便り
  - 銀河漂流バイファム 集まった13人
  - 銀河漂流バイファム 消えた12人
  - 銀河漂流バイファム "ケイトの記憶"涙の奪回作戦!!
- KINGDOM of CHAOS -BORN TO KILL-
  - ジェネレーション オブ カオス プロローグ
  - ジェネレーションオブカオス3 〜時の封印〜
  - リバース ムーン　ディバージェンス
- 禁断の黙示録 クリスタル・トライアングル

### く
- クイーン・エメラルダス - OLM TEAM WASAKI
- クイーンズブレイド 美しき闘士たち
- クイズマジックアカデミー 〜オリジナルアニメーション〜 - AIC
- クール・クール・バイ
- くじびきアンバランス
- 孔雀王
  - 真・孔雀王
- グッドモーニング アルテア
- クビキリサイクル 青色サヴァンと戯言遣い
- 雲にのる
- クライング フリーマン
- クラゲの食堂 - ZEXCS
- クラッシャージョウ
  - クラッシャージョウ 氷結監獄の罠
  - クラッシャージョウ 最終兵器アッシュ
- グラップラー刃牙 - 東映動画
- CLANNAD もうひとつの世界 智代編
  - CLANNAD 〜AFTER STORY〜 もうひとつの世界 杏編
- グラビテーション
- CLAMP IN WONDERLAND
  - CLAMP IN WONDERLAND2
- GREED
- くりいむレモン
  - 新くりいむレモン
  - 新世紀くりいむレモン
  - くりいむレモン New Generation - RADIX ACE ENTERTAINMENT
- グリーングリーンOVA
  - グリーングリーンエロリューションズ
- グリーンレジェンド乱
- GREY デジタルターゲット
- クレオパトラD.C.
- 紅（OVA）
- 鉄のラインバレル 鉄の影

### け
- KO世紀ビースト三獣士
  - KO世紀ビースト三獣士II
- ゲートキーパーズ21
- ゲーム天国
- ゲキ・ガンガー3 熱血大決戦!!
- けっこう仮面
- けものとチャット
- 源氏
- げんしけん - 亜細亜堂
- 幻想叙譚エルシア
- 幻夢戦記レダ
- 県立地球防衛軍

### こ
- 恋姫†無双 †はわわっDVD7巻はOVAすぺしゃるですよ〜†
  - 真・恋姫†無双 †はにゃDVD/Blu-ray第七巻はOVAすぺしゃるなのだ
- 高校鉄拳伝タフ
- 高校武闘伝 クローズ
- 鋼鉄天使くるみ - OLM TEAM WASAKI
  - DVDシングルアニメーション 鋼鉄天使くるみ
  - 鋼鉄天使くるみ零 - OLM TEAM WASAKI
- 鋼鉄のヴァンデッタ - インディーズ作品
- 校内写生
  - 校内写生2
  - 校内写生Final
- 甲竜伝説ヴィルガスト - バンダイビジュアル
- 黄龍の耳
- こえでおしごと! - Studio五組
- GOLDEN BOY さすらいのお勉強野郎
- GoGo虎ェ門
- Call Me トゥナイト - AIC
- ゴクウ - マッドハウス
  - ゴクウII
- さよなら絶望先生 ODAシリーズ
  - 【獄・】さよなら絶望先生　
  - 【懺・】さよなら絶望先生 番外地
- ここはグリーン・ウッド
- こすぷれCOMPLEX - TNK
- コズミック・ファンタジー 銀河女豹の罠
- コスモス・ピンクショック - AIC
- コゼットの肖像 - 童夢
- 御先祖様万々歳!
- 小鉄の大冒険 - プロジェクトチームサラ
- 集英社ビデオ こどものおもちゃ
- こどものじかん やすみじかん
  - こどものじかん 2学期
- こはるびより - 童夢
- COBRA THE ANIMATION
- こみっくパーティーRevolution
- ゴリラーマン
- ゴルゴ13〜QUEEN BEE〜
- こわれかけのオルゴール - インディーズ作品
- Compiler
  - COMPILER FESTA
- 紺碧の艦隊 特別編 蒼莱開発物語

## さ行

### さ
- サーキット・エンジェル 決意のスターティング・グリッド
- サーキットの狼II モデナの剣
- サイキックフォース
- 最後のドアを閉めろ!
- サイコダイバー 魔性菩薩
- 最終兵器彼女 Another love story
- 電脳戦隊ヴギィ'ズ★エンジェル シリーズ
- 電脳都市OEDO808 - マッドハウス
- 最遊記
- 最遊記RELOAD -burial-
- サクラ大戦シリーズ
  - サクラ大戦 桜華絢爛
  - サクラ大戦 轟華絢爛
  - サクラ大戦 エコール・ド・巴里
  - サクラ大戦 ル・ヌーヴォー・巴里
  - サクラ大戦 ニューヨーク・紐育
  - サクラ大戦 神崎すみれ 引退記念 す・み・れ - RADIX
- 桜通信
- ザ・コクピット
  - 音速雷撃隊 - ジャコム
  - 成層圏気流 - マッドハウス
  - 鉄の竜騎兵 - ビジュアル80
- 3×3 EYES（サザンアイズ） - 東映動画、タバック
  - 3×3EYES 〜聖魔伝説〜 - スタジオ・ジュニオ
- ザ・サムライ
- THE3名様 アニメはアニメでありっしょ!
- ザナドゥ ドラゴンスレイヤー伝説
- ザ・ハード
- THE八犬伝 - AIC
- ザ・ヒューマノイド 哀の惑星レザリア
- 深海の艦隊 サブマリン707 - グループ・タック
  - サブマリン707R - グループ・タック
- サムライダー
- 沙羅曼蛇
- サンクチュアリ

### し
- しあわせのかたち
- GA 芸術科アートデザインクラス OVA
- シークエンス（みずき健原作）
- シーバス1-2-3
- ジェネシスサバイバーガイアース（創世機士ガイアース） - AIC
  - スクランブル・ウォーズ　突走れ!ゲノムトロフィーラリー
- ジェノサイバー 虚界の魔獣
- ジオブリーダーズ
  - ジオブリーダーズ 魍魎遊撃隊 File-X ちびねこ奪還 - カオスプロジェクト
  - ジオブリーダーズ2 魍魎遊撃隊 File-XX 乱戦突破- カオスプロジェクト
- 次元戦国史 黒の獅士
- 地獄甲子園 オリジナルフラッシュアニメDVD
- 地獄堂霊界通信
- 地獄先生ぬ〜べ〜 決戦!陽神の術vs壁男
  - 地獄先生ぬ〜べ〜 なぞなぞ七不思議・ブキミちゃん
  - 地獄先生ぬ〜べ〜 史上最大の激戦!絶鬼来襲!!
- 思春期美少女合体ロボ ジーマイン - サンライズ、イマジン
- 静かなるドン
- 疾風!アイアンリーガー 銀光の旗の下に
- ジャイアントロボ THE ANIMATION -地球が静止する日
  - 素足のGinRei
  - 鉄腕GinRei
  - 青い瞳の銀鈴
- シャイナ・ダルク 〜黒き月の王と蒼碧の月の姫君〜
- 灼眼のシャナSP
  - 灼眼のシャナS
- シャコタン☆ブギ
- Jaja馬!カルテット - スタジオOX
- ジャスティ - スタジオぴえろ
- 影技 SHADOW SKILL
- シャーマニックプリンセス
- JUNK BOY
- ジャングルウォーズ
- アニメ交響詩 ジャングル大帝 - 虫プロ
- ジャングルDEいこう!
- ジャングルはいつもハレのちグゥ - シンエイ動画
  - ジャングルはいつもハレのちグゥ デラックス
  - ジャングルはいつもハレのちグゥ Final
- ジャンピング/手塚治虫
- 15美少女漂流記OVA
  - 15美少女漂流記OVA 〜どきどきハーレム編〜
- 重戦機エルガイム - 日本サンライズ
  - 重戦機エルガイムI ペンタゴナ ウインドゥ＋レディ ギャブレー
  - 重戦機エルガイムII フェアウェル マイ ラブリー＋ペンタゴナ ドールズ
  - 重戦機エルガイムIII フルメタル・ソルジャー
- 柔道部物語
- 12歳。
- 獣兵衛忍風帖
- 手天童子
- 湘南純愛組!
- 湘南爆走族
- 勝利投手
- JOKER マージナル・シティ
- 少女ファイト
- ジョジョの奇妙な冒険
- SHOCKING PINK GIRL MoMoKo
- 白鳥麗子でございます!
- シルバニアファミリー - ダイナメソッド
- 新海底軍艦
- 新カラテ地獄変
- JINGI 仁義
- 新機動戦記ガンダムW Endless Waltz - サンライズ
- 新・キャプテン翼
- sin in the rain - ムーク・アニメーション
- 新ゲッターロボ - ブレインズ・ベース
- 真・恋姫†無双 OVA
- sin THE MOVIE - フェニックス・エンタテイメント
- 神州魑魅変
- シンデレラ・エクスプレス
- 新・破裏拳ポリマー
- 神秘の世界エルハザード - AIC
  - 神秘の世界エルハザード2 - AIC
- 新・北斗の拳
  - 真救世主伝説 北斗の拳
- 真魔神伝 バトルロイヤルハイスクール

### す
- switch-スイッチ-
- スイートスポット
- SUPERNATURAL THE ANIMATION
- スーパーロボット大戦ORIGINAL GENERATION THE ANIMATION - ブレインズ・ベース
- スカイガールズ
- スキージャンプ・ペア
- スクーパーズ
- School Days OVAスペシャル 〜マジカルハート☆こころちゃん〜
  - School Days Valentine Days
- スクールランブル 一学期補習 - スタジオコメット
  - スクールランブル 三学期
- スケバン刑事
- ステディ×スタディ
- ストライクウィッチーズ -GONZO
- ストラトス・フォー CODE:X - スタジオ・ファンタジア
  - ストラトス・フォー アドヴァンス
  - ストラトス・フォー アドヴァンス 完結編
- ストリートファイターZERO -THE ANIMATION-
- ストレイト・ジャケット
- Spirit of Wonder
- スペクトラルフォース
- スレイヤーズ - イージーフィルム
  - スレイヤーズえくせれんと
  - スレイヤーズすぺしゃる
- スローステップ

### せ
- 星界の戦旗III
- 聖飢魔II HUMANE SOCIETY～人類愛に満ちた社会～
- 聖獣機サイガード -CYBERNETICS・GUARDIAN-
- 聖少女艦隊バージンフリート
- 聖少女戦隊レイカーズ
- 聖戦士ダンバインシリーズ - 日本サンライズ
  - New Story of Aura Battler DUNBINE
  - バイストン・ウェル物語 ガーゼィの翼
  - リーンの翼
- 青春夫婦物語 恋子の毎日
- 聖伝-RG VEDA-
- セイバーマリオネットシリーズ
  - セイバーマリオネットR
  - またまたセイバーマリオネットJ
- 精霊使い - AIC
- 聖闘士星矢 冥王ハーデス十二宮編 - 東映アニメーション
  - 聖闘士星矢 冥王ハーデス冥界編 前編
  - 聖闘士星矢 冥王ハーデス冥界編 後編
  - 聖闘士星矢 冥王ハーデスエリシオン編
  - 聖闘士星矢 THE LOST CANVAS 冥王神話
- セイント・ビースト〜幾千の昼と夜編〜
- 赤色エレジー
- セキレイ 初メテノオツカイ
- 絶愛-1989-
  - BRONZE KOJI NANJO cathexis
  - BRONZE ZETSUAI since 1989
- SEX PISTOLS
- 絶対可憐チルドレン 〜愛多憎生! 奪われた未来?〜
- 絶対衝激 〜PLATONIC HEART〜
- 絶対無敵ライジンオー（OVA版） - サンライズ
- 瀬戸の花嫁OVA
- 戦国奇譚妖刀伝
- 戦国武将列伝 爆風童子ヒッサツマン
- 戦国BASARA（OVA版）
- せんせいのお時間ご〜るど
- 戦闘妖精雪風 - GONZO
  - 戦闘妖精少女 たすけて! メイヴちゃん- スタジオ・ファンタジア
- 聖ミカエラ学園漂流記

### そ
- 装鬼兵M.D.ガイスト - プロダクション ウエィブ
  - M.D.GEIST II DEATH FORCE
- 装甲騎兵ボトムズ ザ・ラストレッドショルダー  - 日本サンライズ
  - 装甲騎兵ボトムズ ビッグバトル
  - 装甲騎兵ボトムズ レッドショルダードキュメント 野望のルーツ
  - 機甲猟兵メロウリンク
  - 装甲騎兵ボトムズ 赫奕たる異端
  - 装甲騎兵ボトムズ ペールゼン・ファイルズ
  - 装甲騎兵ボトムズ 幻影篇
  - 装甲騎兵ボトムズ Case;IRVINE
  - ボトムズファインダー
  - 装甲騎兵ボトムズ 孤影再び
- 装甲巨神Zナイト - サンライズ
- 捜獣戦士サイキック・ウォーズ
- 創世機士ガイアース - AIC
- 創世聖紀デヴァダシー - AIC
- 創星のアクエリオン
- 象の背中 旅立つ日
- 創竜伝 - キティ・フィルム
- 卒業 〜Graduation〜
  - 卒業〜Graduation〜聖羅V
- ソニック・ザ・ヘッジホッグ
- そらのいろ、みずのいろ
- そらのおとしもの プロジェクトピンク
- SOL BIANCA
  - SOL BIANCA2
  - 太陽の船 ソルビアンカ
- それゆけ!宇宙戦艦ヤマモト・ヨーコ
- Z.O.E 2167 IDOLO - サンライズ

## た行

### た
- ダークキャット - にっかつ
- ダイノゾーン - サンライズ
- 逮捕しちゃうぞ - スタジオディーン
- 大魔獣激闘 鋼の鬼 - AIC
- 大魔法峠 - スタジオバルセロナ
- たいまんぶるうす 清水直人編
  - たいまんぶるうす レディース編
- タイムボカン王道復古 - タツノコプロ
- T.P.さくら 〜タイムパラディンさくら〜
- 大YAMATO零号
- D.C.if 〜ダ・カーポ イフ〜
  - 1ポンドの福音
- 戦え!!イクサー1 - AIC
  - 冒険!イクサー3
  - 戦ー少女イクセリオン
- 戦え!超ロボット生命体トランスフォーマー スクランブルシティ発動編
  - 戦え!超ロボット生命体トランスフォーマー 英雄伝説編
  - トランスフォーマーZ
  - ロボットマスターズ
- ダーティペア
  - ダーティペア　ラブリーエンジェルより愛をこめて
  - ダーティペアの大勝負 ノーランディアの謎
  - ダーティペアOVA
  - ダーティペア・謀略の005便
  - ダーティペア FLASH
    - ダーティペア FLASH2
    - ダーティペア FLASH3
- DOUGRAM vs ROUND-FACER 火星の戦士 太陽の牙ダグラム
- 堕靡泥の星
  - 堕靡泥の星 第1弾 悪霊誕生
  - 堕靡泥の星 第2弾 アイドル凌辱
  - 堕靡泥の星 第3弾 陰獣の砦
  - 堕靡泥の星 第4弾 悪霊は永遠に　
  - 新・堕靡泥の星 淫魔伝説
- たまゆら
- ダロス - スタジオぴえろ
- 誕生 〜Debut〜

### ち
- CBキャラ 永井豪ワールド
- CIPHER
- 真（チェンジ!!）ゲッターロボ 世界最後の日
  - 真ゲッターロボ対ネオゲッターロボ
  - ダイナミックスーパーロボット総進撃!!
- 酎ハイれもん
- 超音戦士ボーグマン ザ・ボーグマン ラストバトル
  - 超音戦士ボーグマン LOVERS RAIN
  - 超音戦士ボーグマン2 -新世紀2058-
- 超機動伝説ダイナギガ
- 超光速グランドール
- 超時空世紀オーガス02
- 超時空要塞マクロスシリーズ
  - 超時空要塞マクロス Flash Back 2012 - タツノコプロ
  - 超時空要塞マクロスII -LOVERS AGAIN- - AIC
  - マクロスプラス - トライアングルスタッフ
  - マクロス7 アンコールビデオ
  - マクロス ダイナマイト7- 葦プロダクション
  - マクロス ゼロ - サテライト
- 超時空ロマネスク SAMY MISSING・99 - プロジェクトチーム永久機関
- 超獣機神ダンクーガ 失われた者たちへの鎮魂歌 - 葦プロ
  - 超獣機神ダンクーガ GOD BLESS DANCOUGA
  - 超獣機神ダンクーガ 白熱の終章
- 超獣伝説ゲシュタルト
- 超人学園ゴウカイザー -THE VOLTAGE FIGHTERS-
- 超人ロック ロードレオン
  - 超人ロック 新世界戦隊
  - 超人ロック 超人ロック～ミラーリング～
- 超神伝説うろつき童子
  - 真・超神伝説うろつき童子 魔胎伝
  - 超神伝説うろつき童子 未来篇
  - 超神伝説うろつき童子 放浪篇
  - 超神伝説うろつき童子 完結篇
  - THE UROTSUKI
- 超神姫ダンガイザー3
- 超幕末少年世紀タカマル
  - 新・超幕末少年世紀タカマル
- 超特急ヒカリアン
- 沈黙の艦隊

### つ
- TWIN 爆走サーキットロマン
- ツインシグナル〜ファミリーゲーム〜
- ツインビーPARADISE
- ツバサ TOKYO REVELATIONS
  - ツバサ 春雷記

### て
- D・N・A² 〜何処かで失くしたあいつのアイツ〜 - マッドハウス
- D-1 DEVASTATOR
- 低俗霊DAYDREAM - ハルフィルムメーカー
- 帝都物語
- 悪魔（ディモス）の花嫁
- TWD EXPRESS ローリングテイクオフ
- テイルズ オブ シンフォニア THE ANIMATION - ufotable
  - テイルズ オブ シンフォニア THE ANIMATION テセアラ編
- テイルズ オブ ファンタジア THE ANIMATION - アクタス
- 敵は海賊〜猫たちの饗宴〜 - マッドハウス
- デ・ジ・キャラット劇場 ぴよこにおまかせぴょ!
  - ウィンターガーデン
- デジタル・デビル物語 女神転生
- 砂の薔薇（デザート・ローズ）
- 鉄拳 -TEKKEN- - フォーサム、スタジオディーン
- デッドガールズ - GONZO
- デッドヒート
- てっぺん
- 鉄腕バーディー - AIC
- でたとこプリンセス
- DETONATORオーガン
- デトロイト・メタル・シティ
- てなもんやボイジャーズ
- テニスの王子様
  - テニスの王子様 OVA 全国大会篇
  - テニスの王子様 OVA 全国大会篇 Semifinal
  - テニスの王子様 OVA 全国大会篇 final
  - テニスの王子様 OVA ANOTHER STORY 〜過去と未来のメッセージ
- デビルマン 誕生編/妖鳥シレーヌ編
  - AMON デビルマン黙示録
- デルパワーX 爆発みらくる元気!!
- 電影少女 -VIDEO GIRL AI- - I.G.TATSUNOKO
- 天外魔境 自来也おぼろ変
- 天空戦記シュラト 創世への暗闘
- 臀撃おしおき娘ゴータマン
- 転校生
- 天空断罪スケルターヘブン
- 天元突破グレンラガン 俺のグレンはピッカピカ!!
- 天使禁猟区
- 天使のたまご
- 天上天下 ULTIMATE FIGHT - マッドハウス
- 天上編 宇宙皇子
- 天地無用!魎皇鬼 - AIC
- 電動作戦ガッタイオー
- 電脳戦隊ヴギィ'ズ★エンジェル - ケイエスエス
- 天罰エンジェルラビィ☆ - AIC
- 電波的な彼女
- デート・ア・ライブ

### と
- とある科学の超電磁砲（OVA）
- TO（トゥー）
- 東京アンダーグラウンド（エニックスビデオ版）
- 倒凶十将伝
- 東京大学物語シリーズ
  - 東京大学物語 函館向陽高校編
  - 東京大学物語 仮面浪人編
  - 東京大学物語DX
- トウキョウ・バイス
- 東京BABYLON
- 東京マーブルチョコレート
- 同級生 夏の終わりに
- 同級生2
  - 同級生2スペシャル 卒業生
- 闘神伝
- OVA ToHeart2
  - ToHeart2 ad
  - ToHeart2 adplus
  - ToHeart2 adnext
  - Heart Fighters
- 闘魔鬼神伝ONI
- トゥインクルハート 銀河系までとどかない
- ミルキィパッション 道玄坂・愛の城
- True Love Story Summer Days, and yet... - ピクチャーマジック、A-Line
- TO-Y
- 遠山桜宇宙帖 奴の名はゴールド - 東映動画
- 朱鷺色怪魔
- 刻の大地 〜花の王国の魔女〜
- ときめきメモリアル
- ときめきメモリアル4 ORIGINAL ANIMATION -始まりのファインダー-
- 独身アパートどくだみ荘
  - 独身アパートどくだみ荘Ⅱ
  - 独身アパートどくだみ荘Ⅲ
- ドクター秩父山
- Dr.タイフーン
- 独白するユニバーサル横メルカトル Egg Man
- 特務戦隊シャインズマン
- どチンピラ
- ドッグソルジャー
- DOGS/BULLETS&CARNAGE
- 特攻服凶走曲
- とっとこハム太郎オリジナルビデオアニメシリーズ - トムス・エンタテインメント
- .hack（ドットハック）シリーズ
  - .hack//Liminality - Bee Train
  - .hack//GIFT - Bee Train
  - .hack//G.U. Returner
- トップをねらえ! - GAINAX
  - トップをねらえ2! - GAINAX
- となりの801ちゃんR
- 殿といっしょ
- トミカ未来緊急隊アースコマンダー - 地底の空中戦
- ドミニオン
  - 特捜戦車隊ドミニオン
  - 警察戦車隊 TANK S.W.A.T.
- 巴がゆく!
- とらいあんぐるハート さざなみ女子寮
- とらいあんぐるハート 〜Sweet Songs Forever〜
  - とらいあんぐるハート 〜Sweet Songs Forever〜 サウンドステージVA
- ドラゴンスレイヤー英雄伝説 王子の旅立ち
- DRAGON'S HEAVEN - AIC
- ドラゴンハーフ
- ドラゴン・フィスト
- ドラゴンボールZ外伝 サイヤ人絶滅計画
- To LOVEる OVA
- ドリームハンター麗夢
  - 新ドリームハンター麗夢
- 鳥の歌
- トワイライトQ 時の結び目～リフレクション
  - トワイライトQ2 迷宮物件 FILE538
- ドン 極道水滸伝  - 日映
  - ドン 極道水滸伝 怒涛編

## な行

### な
- ないしょのつぼみ - スタジオ旗艦
- ナイトメア☆チルドレン（エニックスビデオ版）
- 19 NINETEEN
- 夏色の砂時計 - 陸演隊
- なつきクライシス - マッドハウス
- ナースウィッチ小麦ちゃんマジカルて - タツノコプロ、京都アニメーション
  - ナースウィッチ小麦ちゃんマジカルてZ - タツノコプロ
- 茄子 スーツケースの渡り鳥
- 菜々子解体診書
- ナナとカオル -AIC PLUS+
- 七都市物語〜北極海戦線〜
- ナマケモノが見てた
- 那由他
- 南国少年パプワくん大百科2～ガンマ団○秘
  - 南国少年パプワくん 星降る夜に会いましょう

### に
- スペース・ファンタジア 2001夜物語 - 東京ムービー新社
- 日常
- 人魚の森
  - 人魚の傷 - マッドハウス
- NINKU -忍空-特別版 ナイフの墓場
- Ninja者 - AIC

### ぬ
- ぬ〜ぼ〜 きえたメダル

### ね
- ねこぢる草
- ねこ・ねこ・幻想曲
- ねこひきのオルオラネ
- ねとらん者 THE MOVIE

### の
- NORA（御厨さと美原作）
- のぞみ♡ウィッチィズ
- のだめカンタービレ Lesson79 Mフィルいただいちゃいました。
- のたり松太郎

## は行

### は
- BIRTH
- ハートカクテル
- ハーバーライト物語 〜ファッションララより〜
- ハーロック・サーガ ニーベルングの指環 〜ラインの黄金〜
- BURN-UP
  - BURN-UP W
- バイオレンスジャック ハーレムボンバー
  - バイオレンスジャック 地獄街
  - バイオレンスジャック ヘルスウィンド編
- ハイキュー!!シリーズ
- ハイスクールAGENT
- ハイスクール・オーラバスター - OLM TEAM IGUCHI
- Hi-SPEED JECY
- HYPER FUTURE VISION 銃夢 - マッドハウス
  - 銃夢（3DCG版）
- バイブルブラック
  - バイブルブラック 外伝
  - 新・バイブルブラック
- 這いよる! ニャルアニ
- BOUNTY DOG/月面のイブ
- バオー来訪者
- 覇王大系リューナイト アデュー・レジェンド
  - 覇王大系リューナイト アデュー・レジェンドII
- 爆炎CAMPUSガードレス
- 爆裂天使 -INFINITY-
- はじめの一歩 間柴vs木村 死刑執行 - マッドハウス
- 破邪大星ダンガイオー - AIC
- HAPPY★LESSON OVA
  - HAPPY★LESSON THE FINAL
- Happy World!
- BASTARD!!
- BADBOYS
- バトルアスリーテス大運動会
- DVDシングルアニメーション 花右京メイド隊
- 花のあすか組!
  - 花のあすか組!2 ロンリーキャッツ・バトルロイヤル
- パパとKISS IN THE DARK
- バビル2世（OVA版）
- バブルガムクライシス - AIC
  - AD.POLICE
  - バブルガム・クラッシュ!
  - PARASITE DOLLS
- 破滅のマルス
- BALDR FORCE EXE RESOLUTION
- ハヤテのごとく!! アツがナツいぜ 水着編!
- 破妖の剣 漆黒の魔性
- バリバリ伝説
- はるかぜ戦隊Vフォース
- バルテュス ティアの輝き
- ハロー張りネズミ〜殺意の領分〜
- パワードール
  - パワードール・オムニ戦記2540
  - パワードール・プロジェクトα - OLM TEAM KOITABASHI
- HUNTER×HUNTER（OVA）
  - HUNTER×HUNTER GREED ISLAND
  - HUNTER×HUNTER G・I Final
- パンツァードラグーン
- パンツの穴 まんぼでGANBO!
- HAND MAID マイ
- 万能文化猫娘
  - 万能文化猫娘DASH!
- 吸血鬼ハンターD - 葦プロ

### ひ
- Pia♥キャロットへようこそ!!
  - Piaキャロットへようこそ!!2
  - Piaキャロットへようこそ!!2 DX
- B’T X NEO
- ビートショット!!
- BE-BOP-HIGHSCHOOL
  - BE-BOP-HIGHSCHOOL海賊版
- B・B
- B.B.フィッシュ
- BE-BOY KIDNAPP'N IDOL
- 秘境探検ファム&イーリー
- ひぐらしのなく頃に礼
- pico 〜ぼくの小さな夏物語〜
- 美少女遊撃隊バトルスキッパー
- BUS GAMER（エニックスビデオ版）
- 左のオクロック!!
- ビックリマン ロココ&マリア奇跡
  - 新ビックリマン 西暦1999ファンタジー
- 羊のうた - マッドハウス
- 火の鳥 - マッドハウス
  - 火の鳥 ヤマト編
  - 火の鳥 宇宙編
- ヒャッコエクストラ
- 秘密結社鷹の爪 THE MOVIE 4 カスペルスキーを持つ男（デラックス・ラグジュアリーエディションのみ収録（レンタル版、スタンダードエディションには未収録）。）
- ピューと吹く!ジャガー

### ふ
- ファーストKiss☆物語 〜Kissからはじまる物語〜
- ファイアーエムブレム 紋章の謎 - スタジオファンタジア
- FIGHT!!
- FINAL FANTASY - マッドハウス
  - ラストオーダー ファイナルファンタジーVII
- ふぁんたじあ
- Phantom -PHANTOM THE ANIMATION- - アークスクリエイト
- 風魔の小次郎
  - 風魔の小次郎 聖剣戦争編
  - 風魔の小次郎 最終章・風魔反乱編
- FAIRY TAIL
  - ようこそ フェアリーヒルズ!!
  - 妖精学園 ヤンキー君とヤンキーちゃん
  - メモリーデイズ
  - 妖精たちの合宿
  - ドキドキ・リュウゼツランド
  - FAIRY TAIL × RAVE
- フォーチュン・クエスト 世にも幸せな冒険者たち
- FORTUNE ARTERIAL
- フォトン
- ふくやま劇場 なつのひみつ
- 不思議の国の美幸ちゃん - マッドハウス
- オリジナルビデオシリーズ ふしぎ遊戯
  - ふしぎ遊戯 第二部
  - ふしぎ遊戯 パロディ版 女誠国物語
  - ふしぎ遊戯 永光伝
- 藤子・F・不二雄SF短編シアター
  - 宇宙船製造法／ひとりぼっちの宇宙戦争
  - ポストの中の明日／ニューイヤー星調査行
  - ミノタウロスの皿／ウルトラ・スーパー・デラックスマン
  - みどりの守り神／プチシアター・絶滅の島
  - おれ、夕子／プチシアター・幸運児
  - カンビュセスの籤
- ふたりエッチ
  - ふたりエッチ 2nd SEASON
- ぶっちぎり
- ぷッつんメイクLOVE
- ぶっとび!!CPU - OLM TEAM WASAKI
- ぷにぷに☆ぽえみぃ - J.C.STAFF
- 新世紀GPXサイバーフォーミュラシリーズ - サンライズ
  - 新世紀GPXサイバーフォーミュラ11（フューチャーグランプリ - ダブルワン）
  - 新世紀GPXサイバーフォーミュラZERO（ - ゼロ）
  - 新世紀GPXサイバーフォーミュラSAGA（ - サガ）
  - 新世紀GPXサイバーフォーミュラSIN（ - シン）
- 冬の蝉
- プラスチックリトル
- ブラック・ジャック（OVA版）
- ブラックマジック M-66 - アニメイトフィルム、AIC
- BLACK LAGOON Roberta's Blood Trail
- ブラック★ロックシューター PILOT Edition
- フリクリ - GAINAX
- FREEDOM - サンライズ
- プリンセス・ミネルバ
- プリンセス・ルージュ
- BLUE SEED 2
- BLUE GENDER THE WARRIOR（ブルー・ジェンダー・ザ・ウォーリアー） - AIC
- フルメタル・パニック! The Second Raid 特別版OVA わりとヒマな戦隊長の一日
- BREAK-AGE
- Prayers プレイヤーズ - P.P.M
- プロジェクトA子2 大徳寺財閥の陰謀 - A.P.P.P.
  - プロジェクトA子3 シンデレララプソディ
  - プロジェクトA子完結篇
  - A-Ko The VS
- プロローグ・オブ・BLAME!
- 冥王計画ゼオライマー - AIC

### へ
- ペイル・コクーン - スタジオリッカ
- ペリカンロード
- Hellsing Ultimate OVA Series - サテライト
- ヘル・ターゲット
- 変［HEN］
- 変幻退魔夜行 カルラ舞う!～仙台小芥子怨歌～ - 東芝映像ソフト
- 変ゼミ

### ほ
- 放課後のティンカー・ベル
- 冒険してもいい頃
- 暴走戦国史 スペクター誕生!!
- 宝魔ハンターライム
- 撲殺天使ドクロちゃん - ハルフィルムメーカー
  - 撲殺天使ドクロちゃん2 - ハルフィルムメーカー
- ぼくの地球を守って - Production I.G
- ぼくのマリー - スタジオぴえろ
- ぼくは王さま
- 僕は妹に恋をする
- ポケットモンスター OVAシリーズ
  - ピカチュウのふゆやすみ
  - ピカチュウのなつまつり
  - ピカチュウのおばけカーニバル
  - ピカチュウのわんぱくアイランド
  - ピカチュウたんけんクラブ
  - ピカチュウ 氷の大冒険
  - ピカチュウのキラキラだいそうさく!
  - ピカチュウのふしぎなふしぎな大冒険
  - ピカチュウのサマー・ブリッジ・ストーリー
- Pure Aluminum すのこタン。
- 星くずパラダイス
- 星に願いを cold Body + Warm Heart - インディーズ作品
- 星猫フルハウス
- 星の海のアムリ - スタジオ雲雀
- ほしのこえ - 新海誠
- ボディジャック 楽しい幽体離脱
- 炎の蜃気楼 -みなぎわの反逆者- - マッドハウス
- 炎の転校生
- XXXHOLiC 春夢記
  - xxxHOLiC・籠 〜XXXホリック・ロウ〜
- What's Michael?
- 紅狼

## ま行

### ま
- 麻雀飛翔伝 哭きの竜
- マーズ
  - 神世紀伝マーズ
- マイティ・オーボッツ - 東京ムービー
- 毎日が日曜日
- 舞-乙HiME
  - 舞-乙HiME Zwei - サンライズ
  - 舞-乙HiME 0〜S.ifr〜 - サンライズ
- 魔界転生 地獄篇
- 魔界都市〈新宿〉 - マッドハウス
- まかせてイルか! - 自主制作
- 魔狩人 デーモンハンター
- 魔宮戦場
- 魔境外伝レディウス
- マグマ大使
- 負けるな!魔剣道
- 本気!（マジ!） 抗争編・立志編
- 魔獣戦士ルナ・ヴァルガー
- 魔獣戦線
- マシュマロ通信 - スタジオコメット
- 魔女っ子クラブ4人組 A空間からのエイリアンX
- 魔女っ娘つくねちゃん
- 魔女でもステディ
- 魔神英雄伝ワタルシリーズ - サンライズ
  - 真・魔神英雄伝ワタル 魔神山編
  - 魔神英雄伝ワタル 創界山英雄伝説 - サンライズ
  - 魔神英雄伝ワタル -終わりなき時の物語-
- マジンカイザー
  - マジンカイザー 死闘!暗黒大将軍 - ブレインズ・ベース
- マジンカイザーSKL
- マスターモスキートン
- MURDER PRINCESS - Bee Train
- マッド★ブル34
- マップス - 東京ムービー新社･KSS
  - マップス 伝説のさまよえる星人たち - 学研アニメ映像事業室
- 魔動王グランゾート 最後のマジカル大戦
  - 魔動王グランゾート 冒険編
- 真奈美&ナミ スプライト
- 魔法少女プリティサミー - AIC
- 魔法少女隊アルス THE ADVENTURE
- ネギま!?春スペシャル!?
  - ネギま!?夏スペシャル!?
  - 魔法先生ネギま! 〜白き翼 ALA ALBA〜
  - 魔法先生ネギま! 〜もうひとつの世界〜
  - 魔法先生ネギま! もうひとつの世界Extra 魔法少女ユエ♥
- 魔法使いTai! - トライアングルスタッフ
- 魔法のスターマジカルエミ 蝉時雨
  - 魔法のスターマジカルエミ 雲光る
- 魔法の天使クリィミーマミ OVAシリーズ
  - 魔法の天使クリィミーマミ 永遠のワンスモア
  - 魔法の天使クリィミーマミ ラブリーセレナーデ
  - 魔法の天使クリィミーマミ ロング・グッドバイ
  - クリィミーマミ ソングコレクション2 カーテンコール
- 魔法のプリンセス ミンキーモモ - 葦プロダクション
  - 魔法のプリンセス ミンキーモモ 夢の中の輪舞
  - MINKY MOMO IN 旅立ちの駅
  - MINKY MOMO IN 夢にかける橋
- 魔法遊戯 飛び出す!! ハナマル大冒険 - AIC
- 伝心 まもって守護月天! - 東映アニメーション
- 魔物ハンター妖子シリーズ - マッドハウス
  - 魔物ハンター妖子
  - 魔物ハンター妖子2
  - 魔物ハンター妖子3
  - 魔物ハンター妖子5 光陰覇王の乱
  - 魔物ハンター妖子2
- 迷elleオトコノ娘
- マリア様がみてる 3rdシーズンOVA - スタジオディーン
- Malice@Doll
- Marriage〜結婚〜
- 魔龍戦紀

### み
- みずいろ（ピンクパイナップル版）
  - みずいろ（OLM版） - OLM TEAM IWASA
- ミッドナイトパンサー
- 緑野原迷宮
- 緑山高校 甲子園編 - バルク
- みなみけ べつばら
- ミニ四ソルジャーRIN!
- 未来日記（OVA）
- みんなあげちゃう

### む
- 無責任艦長タイラー特別編 ひとりぼっちの戦争
  - 無責任艦長タイラー（OVA版）
- 夢幻紳士
- ムダヅモ無き改革
- MUNTO- 京都アニメーション
  - MUNTO 時の壁をこえて

### め
- MAZE☆爆熱時空
- 名探偵コナン OVAシリーズ
- メーテルレジェンド - ベガエンタテイメント
- メガゾーン23 - AIC
  - メガゾーン23 PART II 秘密く・だ・さ・い
  - MEGAZONE23 III
- 眼鏡なカノジョ
- 女神候補生 スペシャルカリキュラム
- 女神天国
- めぞん一刻番外編 一刻島ナンパ始末記
- めだかの学校 - オフィス蒼
- メタルスキンパニック MADOX-01 - AIC
- Memories Off
  - Memories Off 2nd
  - Memories Off 3.5 想い出の彼方へ
  - Memories Off 3.5 祈りの届く刻…
  - Memories Off #5 とぎれたフィルム THE ANIMATION
- メルティランサー The Animation - GONZO

### も
- 魍魎戦記MADARA
- もえたん Lesson 7 世紀末覇者！魔法少女総進撃
- MOLDIVER - AIC

## や行

### や
- 八神くんの家庭の事情
- 八雲立つ - スタジオぴえろ
- やじきた学園道中記
- やなせたかしメルヘン劇場
- ヤマトタケル ～After War～ - 日本アニメーション
- YAMATO2520
- 闇の司法官ジャッジ
- 闇のパープル・アイ
- やわらか三国志 突き刺せ!!呂布子ちゃん
- ヤンキー烈風隊
- YJ版レモンエンジェル
- ヤングハーロックを追え!コスモウォーリアー零外伝

### ゆ
- 有閑倶楽部
- 幽幻怪社
- 勇者王ガオガイガーFINAL - サンライズ
  - 勇者王ガオガイガーFINAL プロジェクトZ
- 勇者指令ダグオン 水晶の瞳の少年 - サンライズ
- 円盤皇女ワるきゅーレSPECIAL（ゆーふぉーぷりんせす - ） - TNK
  - 円盤皇女ワるきゅーレ 星霊節の花嫁
  - 円盤皇女ワるきゅーレ 時と夢と銀河の宴
- ゆうやみ特攻隊 姫山高校心霊探偵部日誌 〜助けておくれ!! 古井戸に落ちてしまった悲劇の少年がそこで見てしまった恐ろしい存在とは一体なんだ!? 誰もが予想できない存在がそこに居るなんて誰も予想できない。〜
- 夢から、さめない。
- 夢次元ハンターファンドラ
- 夢で逢えたら（OVA版）
- ゆるめいつ

### よ
- 妖獣都市 - マッドハウス
- 妖世紀水滸伝 -魔星降臨-
- 妖精姫レーン
- ヨコハマ買い出し紀行 - 亜細亜堂
  - ヨコハマ買い出し紀行 -Quiet Country Cafe-
- 夜桜四重奏 〜ホシノウミ〜
- よつのは - ハルフィルムメーカー
- 鎧伝サムライトルーパーシリーズ - サンライズ
  - 鎧伝サムライトルーパー 外伝
  - 鎧伝サムライトルーパー 輝煌帝伝説
  - 鎧伝サムライトルーパー MESSAGE
- よんでますよ、アザゼルさん。

## ら行

### ら
- RIDING BEAN - AIC
- らき☆すたOVA（オリジナルなビジュアルとアニメーション） - 京都アニメーション
- 楽勝!ハイパードール
- ラブライブ!虹ヶ咲学園スクールアイドル同好会 NEXT SKY - サンライズ
- ラブひな Again - XEBEC
- ランジェリー戦士パピヨンローゼ
- Rance〜砂漠のガーディアン〜
- ランドロック
- らんま1/2 - キティ・フィルム
  - らんま1/2 SPECIAL
  - らんま1/2 SUPER

### り
- リヨン伝説フレア
  - リヨン伝説フレア2 禁断の惑星
  - 新リヨン伝説 漆黒の魔神
  - 新リヨン伝説 もう一人のフレア
- Licca ふしぎな不思議なユーニア物語
  - リカちゃん ふしぎな魔法のリング
  - リカちゃんの日曜日
  - リカちゃんとヤマネコ 星の旅
- 力王
- リフレインブルー
- 竜機伝承
- 竜世紀 - AIC
- 流星機ガクセイバー - Production I.G
- LILY-C.A.T.（リリィ・キャット）

### る
- ルーツ・サーチ 食心物体X
- るーみっくわーるど 
  - るーみっくわーるど1 炎トリッパー
  - るーみっくわーるど2 ザ・超女
  - るーみっくわーるど3 笑う標的
- ルパン三世
  - ルパン三世 風魔一族の陰謀
  - ルパン三世 生きていた魔術師
  - ルパン三世 GREEN vs RED
- るり色プリンセス
- るろうに剣心 -明治剣客浪漫譚- - スタジオディーン
  - るろうに剣心 -明治剣客浪漫譚- 追憶編
  - るろうに剣心 -明治剣客浪漫譚- 星霜編
  - るろうに剣心 -明治剣客浪漫譚- 新京都編

### れ
- レイアース - 東京ムービー
  - レイアース特別編-希望の翼-
- レイナ剣狼伝説
  - ライトニングトラップ レイナ&ライカ
- 霊能探偵ミコ
- レジェンド・オブ・クリスタニア
- レリックアーマーレガシアム
- スターライトスクランブル 恋愛候補生
- レンタマン
  - 紅いハヤテ
  - あばしり一家
  - 江口寿史の寿五郎ショウ
  - 夢枕獏 とわいらいと劇場

### ろ
- ロードス島戦記 - マッドハウス
- ロボットカーニバル - A.P.P.P.
- ログホライズン
- 六神合体ゴッドマーズ 十七歳の伝説
- Lostorage conflated WIXOSS -missing link- - J.C.STAFF

## わ行

### わ
- ワーズ・ワース
- ワイルド7
- ワット・ポーとぼくらのお話
- ONE 〜輝く季節へ〜（KSS版）
  - ONE 〜輝く季節へ〜True stories
- ONE PIECE FILM STRONG WORLD EPISODE:0